# Podorbitalni zrakoplov
Podorbitalni zrakoplov je svemirska letjelica koja je posebno projektirana za podorbitalni let. U prošlosti je bilo nekoliko projekata nevojnih i vojnih podorbitalnih zrakoplova u nacističkoj Njemačkoj, SAD, SSSR i dr. Od početka 21. stoljeća, očekuje se da će ova vrsta svemirskog broda, kao projekt brojnih privatnih kompanija, igrati ključnu ulogu u korijenima svemirskog turizma.

## Povijest
Prvi pravi podorbitalni zrakoplov bio je North American X-15, koji je prvi poletio iznad Kármánove crte 1963. godine.
Prvi podorbitalni zrakoplov koji je izgrađen i financiran u privatnoj režiji bio je Scaled Composites SpaceShipOne koji je prvi poletio iznad Kármánove crte 2004.